# 홍콩 디즈니랜드 호텔

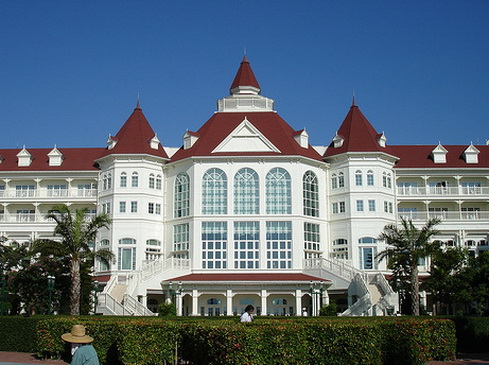
홍콩 디즈니랜드 호텔

홍콩 디즈니랜드 호텔(영어: Hong Kong Disneyland Hotel, 중국어: 香港迪士尼樂園酒店)은 홍콩 란터우섬에 있는 디즈니 직영 호텔이다.

## 같이 보기
- 홍콩 디즈니랜드